# 羊奶酪

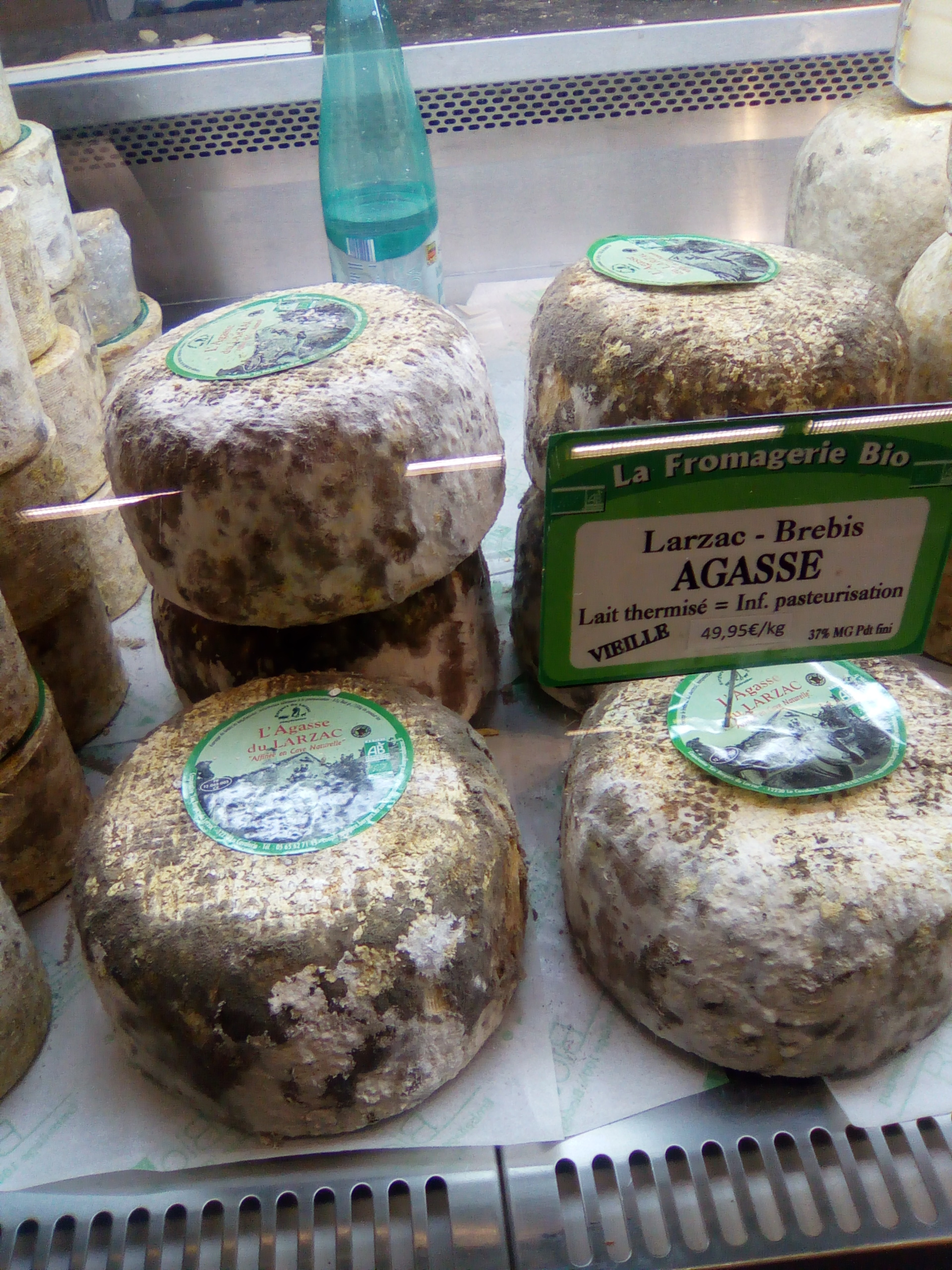
法國的羊乳酪

羊奶酪是經由羊奶發酵后製成的一種乳製品。羊奶酪內的乳酸菌濃度比羊奶更高，因此型態上更接近固體，營養價值比羊奶更加豐富。十公斤羊奶濃縮後可製成一公斤羊奶酪，羊奶酪的營養成分有蛋白質、鈣、脂肪、磷和維生素等，是纯天然的食品。從製成工藝角度来说，羊乳酪就是經過發酵後的凝固的羊奶。

## 種類
羊奶酪的種類眾多，可參見羊奶酪列表